# Waxwork 2 - Bentornati al museo delle cere
Waxwork 2 - Bentornati al museo delle cere (Waxwork II: Lost in Time) è un film di genere commedia horror del 1992, sequel di Waxwork - Benvenuti al museo delle cere (1988), e come il prototipo è diretto da Anthony Hickox e interpretato da Zach Galligan. In Italia, dopo essere stato visto al Noir in Festival nel 1992, è stato trasmesso direttamente in televisione l’anno successivo da Italia1, per poi uscire in videocassetta con il titolo Waxwork II - Scomparsi nel tempo.

## Trama
Il film inizia dove era finito il precedente: Mark e Sarah, credendo di essere gli unici sopravvissuti all'incendio del museo, tornano alle loro rispettive case. Arrivata a casa Sarah si scontra con la mano dello zombi, unica superstite dell'incendio, che riesce a uccidere il padre con un martello ma che viene poi distrutta da Sarah. 
Questo avvenimento porta Sarah ad essere accusata dell'omicidio del padre e ad essere messa sotto processo. Nessuno crede però alla sua storia.
Mark e Sarah tornano quindi a casa del defunto sir Wilfred, dove trovano un suo filmino che parla dei manufatti che lui e il nonno di Mark avevano raccolto insieme. Dopo aver trovato un passaggio segreto nella parete entrano in una stanza piena di oggetti. Qui trovano un piccolo dispositivo simile ad una bussola, e, dopo aver letto le istruzioni su un pezzo di pergamena, si ritrovano proiettati in varie altre dimensioni spazio-temporali in cui, a volte, hanno la personalità e i ricordi del personaggio che interpretano fino a quando non riacquistano pienamente i loro sensi.
Mark tenta di raccogliere le prove sull'esistenza dei morti rianimati da riportare al mondo reale come prova della veridicità della storia di Sarah in tribunale. Secondo una spiegazione datagli da sir Wilfred, apparso sotto forma di un corvo in uno dei mondi in cui si sono imbattuti, Dio e il diavolo si danno battaglia in queste realtà alternative ed ogni vittoria del bene o del male si riflette nel mondo reale. Dopo diversi tentativi falliti e vari viaggi nel tempo (Sarah si ritrova proiettata anche nel futuro su un'astronave invasa da un mostro alieno), i due affrontano Scarabis, uno stregone malvagio, battuto poi da Mark in un duello con le spade combattuto a cavallo di diversi mondi alternativi. Alla fine Mark riesce a mandare Sarah a casa con una nuova mano di uno zombie che ha affrontato in uno di questi mondi come prova della sua storia ma resta intrappolato nel mondo medievale di Scarabis. Sarah riesce ad evitare le accuse e, all'uscita del tribunale, riesce a ricongiungersi con Mark con una nuova bussola del tempo.

## Produzione
Il film fu prodotto da Electric Pictures, Contemporary Films e Lost In Time Productions e girato a Los Angeles, California dal 29 aprile al 1º giugno 1991. Seguito di Waxwork - Benvenuti al museo delle cere, fu diretto ancora da Anthony Hickox, figlio del regista Douglas Hickox, e interpretato da Zach Galligan (il protagonista dei due Gremlins), nel ruolo di Mark. Il ruolo di Sarah, invece, in questo sequel fu assegnato all'attrice Monika Schnarre. La sequenza iniziale, che vede Mark e Sarah che escono dal museo in fiamme, girata come sequenza finale nel primo film, è stata rifatta con la Schnarre in sostituzione di Deborah Foreman.
Rispetto al prequel, Waxwork 2 si rivela un horror improntato in misura maggiore sul lato comico-grottesco, con alcune scene addirittura demenziali. Diverse sequenze, in particolare quelle ambientate nei vari mondi affrontati durante i viaggi nel tempo, si rifanno ad altri famosi film horror del passato e, durante il duello tra Mark e Scarabis, i due cominciano a viaggiare a caso tra diversi di questi mondi in un collage di passaggi ultra dimensionali e citazioni di classici del genere che si erano già visti in Sotto shock, del 1989. Il regista Anthony Hickox aveva in mente, per il ruolo del Mostro di Frankenstein, l'attore Dolph Lundgren ma questi aveva rifiutato l'offerta. Diversi attori conosciuti fanno parte del cast di contorno: Bruce Campbell compare nel ruolo dello scienziato John Loftmore; John Ireland (alla sua ultima apparizione cinematografica) in quello di re Artù, Patrick Macnee è Sir Wilfred, Juliet Mills l’avvocato difensore, Marina Sirtis ha la parte di Gloria, David Carradine quella di un mendicante , e Drew Barrymore appare brevemente nella scena dei vampiri. Il sottotitolo Bentornati al museo delle cere si rifà al museo in cui è ambientato gran parte del primo film e che non ha alcun ruolo in questo seguito, essendo stato completamente distrutto alla fine del capitolo precedente. I titoli di coda sono accompagnati dalla musica di diversi rapper che ballano e cantano il brano Lost In Time, inframezzati da diverse scene dietro le quinte.

## Distribuzione
Alcune delle uscite internazionali sono state:
- marzo 1992 in Belgio (al Brussels International Festival of Fantasy Films)
- 26 marzo 1992 nelle Filippine
- 11 maggio 1992 in Giappone
- giugno 1992 in Italia (al Noir in Festival)
- 16 giugno 1992 negli Stati Uniti (Home Video)
- 17 giugno 1992 in Germania (Home Video)
- 24 ottobre 1992 in Corea del Sud
- 30 marzo 1993 nel Regno Unito (Home Video)
- luglio 1993 in Italia (prima TV)
- 22 settembre 1993 in Canada (Home Video)
- 9 febbraio 1994 in Svezia (Home Video)
- 30 marzo 1994 in Norvegia (Home Video)
- luglio 1995 in Grecia (prima TV)
- 2 giugno 1996 in Spagna

## Promozione
La tagline è: "A killer is waiting... In the past, present and future." ("Un killer sta aspettando... Nel passato, nel presente e nel futuro.").

## Critica
Secondo Rudy Salvagnini (Dizionario dei film horror) il film tenta di emulare il prequel rifacendosi ai classici horror in chiave umoristica ma, rispetto ad esso, si rivela solo un semplice collage di piccoli episodi non collegati fra loro in cui ogni mondo alternativo rappresenta una storia a sé. Il gioco delle citazioni appare divertente ma non regge alla lunga considerando anche la durata della pellicola. I camei di Bruce Campbell, nel ruolo dello strambo cacciatore di fantasmi, e di David Carradine, nel ruolo di un mendicante che dona preziosi consigli a Mark nel mondo medievale, si rivelano ottimi. Accettabile anche l'interpretazione di Zach Galligan quale protagonista mentre appare sotto tono quella di Monika Schnarre che "appartiene di diritto alla categorie delle belle inespressive".